# Фальбах
Фальбах (нем. Fallbach) — коммуна (нем. Gemeinde) в Австрии, в федеральной земле Нижняя Австрия.
Входит в состав округа Мистельбах. Население составляет 831 человек (на 31 декабря 2005 года). Занимает площадь 30,42 км². Официальный код — 31609.

## Политическая ситуация
Бургомистр коммуны — Карл Нагль (АНП) по результатам выборов 2005 года.
Совет представителей коммуны (нем. Gemeinderat) состоит из 15 мест.
- АНП занимает 13 мест.
- СДПА занимает 2 места.